# Mostafa Sharifat
Mostafa Sharifat est un joueur iranien de volley-ball né en 1987 à Ahvaz. Il mesure 2,00 m et joue Réceptionneur-attaquant en équipe d'Iran.